# Abisso (Robert A. Heinlein)
Vortice nero o Abisso (Gulf) è un romanzo breve di fantascienza del 1949 dello scrittore statunitense Robert A. Heinlein.
Parla di una società segreta di geni che agiscono per proteggere l'umanità. 
Il romanzo Operazione domani del 1982 ne è il seguito, anche se le due storie sono indipendenti.

## Storia editoriale
Nel numero del novembre 1948 di Astounding Science Fiction fu pubblicata la lettera di un lettore di nome Richard Hoen che commentava lodando o deridendo le storie di un numero della rivista; 
questo tipo di lettere era comune ma, in questo caso, mancava più di un anno alla data di copertina indicata dal lettore: novembre 1949.
Il direttore John W. Campbell non solo pubblicò la lettera, ma fece del suo meglio per far avverare le previsioni di Hoen, chiedendo agli autori citati di scrivere e presentare storie con i titoli dati; Gulf di Anson MacDonald era una dei queste.
Heinlein ha dichiarato di avere avuto all'inizio un'idea diversa, ma ritenne che fosse troppo ampia per un racconto e che non potesse essere scritta nel tempo che aveva a disposizione; l'idea in seguito divenne una delle ispirazioni per il suo romanzo Straniero in terra straniera.
Per la rivista decise che l'abisso tra uomo e superuom avrebbe fornito una base adeguata per il titolo.
Il romanzo fu scritto nel 1949 e quello stesso anno fu pubblicato per la prima volta a puntate nei numeri di novembre e dicembre di Astounding Science Fiction, ma non sotto pseudonimo, che Heinlein non usava più da tempo.
In seguito Gulf venne incluso nell'antologia personale Missione nell'eternità (Assignment in Eternity) del 1953, tradotta in italiano da Maurizio Gavioli e pubblicata da Fanucci Editore nel 1976 e nel 1992; in questa edizione il romanzo è stato intitolato Abisso.
Frattanto la prima traduzione italiana, di Federico Valli, intitolata Vortice Nero era stata inclusa in un'antologia personale pure intitolata Vortice Nero, pubblicata nel 1968 e ristampata nel 1976.

## Temi
Il romanzo postula che gli esseri umani d'intelligenza superiore potrebbero, se si organizzassero e si tenessero geneticamente separati, evolversi in una nuova specie, diventando nel contempo una classe "dominante" nascosta e benevola.
Nella storia sono richiamate nozioni della General Semantics di Alfred Korzybski e l'opera di Samuel Renshaw per spiegare la natura del pensiero e come le persone potrebbero essere addestrate a pensare in modo più rapido e preciso; i critici affermano che entrambi i sistemi sono travisati e non hanno mai prospettato risultati come quelli mostrati nel romanzo. 
Il materiale su intelligenza umana ed evoluzione auto-guidata è mescolato con una più ordinaria avventura di spionaggio.

## Trama
Il protagonista, Joe Greene, è un agente di sicurezza che sta trasferendo dalla Luna alla Terra dei filmati contenenti i progetti di un'arma finale in grado di distruggere la Terra, l'"Effetto Nova".
Durante il viaggio cambia il suo aspetto e assume l'identità del Capitano Joseph Gilead.
Al suo arrivo un fattorino lo avvicina per invitarlo a soggiornare nel lussuoso New Age Hotel, l'agente accetta ma, quando coglie la mano del fattorino sul suo portafoglio è costretto ad allontanarlo; poco dopo, Joe scopre che il fattorino ha scambiato il portafogli con una replica del tutto identica, comprese carte, foto e perfino a un graffio e una macchia di inchiostro.
L'agente capisce di essere stato scoperto e che deve sbarazzarsi dei film finché può;
li spedisce per posta pneumatica dopo essersi liberato di diverse persone che cercavano di fermarlo, poi prende una camera al New Age Hotel, dove viene catturato da finti poliziotti, stordito e imprigionato in una cella con un venditore di elicotteri, "Kettle Belly" Baldwin, che sta giocando un solitario a carte.
I due trovano un modo per comunicare in segreto con le carte rosse dei due mazzi con cui Baldwin sta giocando.
Poi l'agente viene portato fuori e brevemente interrogato da una vecchia ricchissima e malvagia, la signora Keithley; durante l'interrogatorio una giovane cameriera che Joe aveva incontrato casualmente viene torturata ed uccisa.
Quando l'agente è riportato in cella, lui e Baldwin si accordano per scappare e riescono ad evadere senza troppi problemi.
Una volta libero, Joe si presenta al suo capo solo per scoprire che i preziosi film non sono mai arrivati a destinazione e che egli è sospettato di essersi venduto al nemico.
L'agente fugge, chiama Baldwin che lo fa trasportare in elicottero fino ad un ranch che, in realtà, è una base di un'organizzazione di superuomini di cui Baldwin è a capo; inoltre, egli è in possesso dei film perduti, che distrugge.
Baldwin pensa che l'agente sia qualificato per entrare a far parte della'organizzazione e lo convince ad arruolarsi e ad iniziare l'addestramento in una lunga conversazione, nella quale spiega che i superuomini sono tali solo perché hanno superiori capacità di pensare e che, organizzandosi e separandosi geneticamente dal resto dell'umanità, diventeranno una nuova razza e la nuova classe dominante.
Tra gli insegnanti di Joe vi è la superdonna Gail, che ha conosciuto al suo arrivo al ranch. 
Quando l'addestramento è completo, Baldwin lo informa che la signora Keithley ha ottenuto un'altra copia dei film con i progetti dell'"Effetto Nova", ha fatto costruire la bomba che può distruggere il mondo e l'ha piazzata nel New Age Hotel per poi rifugiarsi sulla Luna, da dove intende ricattare l'umanità con un comando in grado di far detonare l'ordigno.
Joe e Gail vanno sulla Luna e si fanno assumere dalla signora Keithley, quando riesce ad avvicinarla Gail la tortura per farsi rivelare come disinnescare il congegno esplosivo ma la signora Keithley muore senza parlare e Gail viene uccisa dalle guardie; Joe disarma l'innesco della bomba facendolo esplodere ma resta vittima nell'esplosione.
Subito prima di morire, quando si rendono conto che la fine è prossima, i due si sposano celebrando un matrimonio telepatico.
Sul luogo viene posta una targa alla loro memoria.

## Collegamenti con altre opere dell'autore
Uno dei personaggi chiave della storia, Hartley M. "Kettle Belly" Baldwin, riappare, molto più vecchio, nel successivo romanzo Operazione domani, dove è conosciuto soprattutto come "Boss"; egli menziona i protagonisti di Gulf Joe e Gail come due dei progenitori genetici di Friday, l'eroina di Operazione domani.
In entrambe le opere Baldwin è a capo di una società segreta, ma i superuomini geneticamente selezionati che ne sono membri in Abisso, in Operazione domani sono da tempo emigrati (forse per portare avanti il loro programma di evoluzione auto-guidata separati dal resto della razza umana) su Olimpia, un pianeta che Baldwin sembra non ritenere adatto alla sua pupilla, infatti lascia in eredità a Friday una finanziamento grazie al quale può emigrare su un qualsiasi pianeta di sua scelta, eccetto Olimpia.
Il dialogo tra uomo e donna dei protagonisti Joe e Gail richiama alla mente gli scambi tra i personaggi negli ultimi cinque romanzi che Heinlein scrisse dal 1980 al 1987;
Gail è fortemente evocativa dei potenti personaggi femminili dallo spirito libero di queste storie; Joe è molto simile agli eroi maschili più taciturni, come Zebadiah Carter e Richard Ames da, rispettivamente, Il numero della bestia e Il gatto che attraversa i muri.

## Aspetti linguistici
I superuomini comunicano in una lingua arcana chiamata speedtalk, incomprensibile agli estranei.
La speedtalk si fonda su un lessico ridotto e una fonologia ampliata.
Qualsiasi frase inglese può essere composta con un piccolo vocabolario come quello del Basic English.
Inoltre, anche se il canale vocale umano può produrre centinaia di suoni differenti, nessun linguaggio umano esistente fa normalmente uso di più di una dozzina di essi.
Nella speedtalk, a ogni parola del Basic English è assegnato un suono differente, una frase in Basic English può quindi essere pronunciato in forse un quarto del tempo normale.

## Critica
Se letta in maniera superficiale è una storia emozionante che tiene sempre vivo l'interesse e questo nasconde un po' la sua costruzione sciatta, sembra sia stata scritta in fretta ed il risultato è scadente.
Molte cose accadono senza ragioni logiche, a cominciare dalla sostituzione del portafoglio fino all'incontro con Baldwin ed anche il finale tragico sembra una scelta gratuita operata solo per forzare l'emozione nel lettore.
Ma soprattutto l'idea di superuomini dettagliatamente esposta nel romanzo ha qualcosa di repellente, lo stesso protagonista almeno in un primo momento, afferma che "... queste ... concezioni puzzano...".

### Edizioni
- (EN) Robert A. Heinlein, Gulf (prima di due parti), in Astounding Science Fiction, illustrato da Rogers, vol. XLIV, n. 3, novembre 1949,  pp. 53-90. URL consultato il 19 aprile 2025. Ospitato su Internet Archive.

- (EN) Robert A. Heinlein, Gulf (seconda di due parti), in Astounding Science Fiction, illustrato da Rogers, vol. XLIV, n. 4, dicembre 1949,  pp. 54-79. URL consultato il 19 aprile 2025. Ospitato su Internet Archive.

- Robert A. Heinlein, Abisso, in Missione nell'eternità (antologia), collana Economica Tascabile, traduzione di Maurizio Gavioli, n. 7, Fanucci Editore, 1976,  pp. 200-282, ISBN 88-347-0352-9.

### Fonti critiche
- (EN) James Daniel Gifford, The New Heinlein Opus List, in Robert A. Heinlein: A Reader's Companion (PDF), Nitrosyncretic Press, 2000, ISBN 978-0-9679874-1-5. URL consultato il 12 ottobre 2015.

- (EN) Alexei Panshin, III. THE PERIOD OF SUCCESS - 4. 1949, in Heinlein in dimension, Chicago, Advent:Publishers Inc, aprile 1968. URL consultato il 19 aprile 2025. Ospitato su Alexei Panshin's The Abyss of Wonder.

- (EN) Richard A. Hoen, Brass Tacks (lettera di un lettore riguardante il numero del novembre 1949 della rivista), in Astounding Science Fiction, vol. XLII, n. 3, novembre 1948,  pp. 111-112. URL consultato il 19 aprile 2025. Ospitato su Internet Archive.